# Billy Harris (tennista)
Billy Harris (Nottingham, 25 gennaio 1995) è un tennista britannico.
Attivo principalmente nel circuito Challenger, nel circuito maggiore ha come miglior risultato la semifinale raggiunta a Eastbourne nel 2024. Ha partecipato per la prima volta ad un torneo dello Slam a Wimbledon 2024 grazie ad una wildcard. L'11 settembre 2024 ha esordito in Coppa Davis vincendo contro il finlandese Otto Virtanen a Manchester. I suoi migliori ranking ATP sono la 101ª posizione in singolare raggiunta nel settembre 2024 e la 265ª in doppio nel dicembre 2024.

## Statistiche

### Tornei Challenger

#### Singolare

##### Finali perse (1)
| N. | Data          | Torneo                                                | Superficie | Avversario in finale | Punteggio        |
| 1. | 26 marzo 2023 | Challenger Club Els Gorchs, Les Franqueses del Vallès | Cemento    | Hugo Grenier         | 6–3, 1–6, 6(3)–7 |

#### Doppio

##### Vittorie (1)
| N. | Data           | Torneo                        | Superficie | Compagno         | Avversari in finale           | Punteggio           |
| 1. | 17 giugno 2022 | Winnipeg Challenger, Winnipeg | Cemento    | Kelsey Stevenson | Max Schnur John-Patrick Smith | 2–6, 7–6(9), [10–8] |